# アスローン

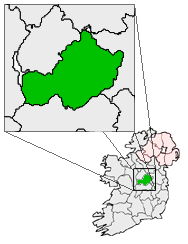
アスローンの位置

アスローン (Athlone) はアイルランドのレンスター地方の都市である。人口は1万6888人 (2002年)。

## 姉妹都市
- シャトーブリアン, フランス